# يمن سوفت
يمن سوفت شركة برمجيات مقرها صنعاء في الجمهورية اليمنية رائدة في مجال تطوير أنظمة لادارة المشاريع والعمليات والعقود والمعاملات مع العملاء. يوجد ليمن سوفت العديد من الفروع في الشرق الأوسط وأمريكا الشمالية وأ فريقيا. ومع حلول عام 2015 وصل عدد مستخدمي أنظمة يمن سوفت إلى أكثر من 11.000 في أكثر من 14 دولة.

## شركة يمن سوفت المحدودة للأنظمة والاستشارات:
ريادة تقنية في عالم المال والأعمال
- شركة وطنية وإقليمية رائدة في مجال إنشاء وتطوير الحلول البرمجية المالية والإدارية لمختلف قطاعات الأعمال في السوق المحلي والدولي.
- 32 عاماً من الخبرة في تطوير البرمجيات، في بيئة عمل تركز على الابتكار والتطوير المستمر.
- فريق عمل يضم أكثر من 500 من الكفاءات المتميزة التي تعمل بتناغم واحترافية لصناعة أنظمة متطورة وتقديم خدمات ما بعد البيع لعملاء الشركة لتحقيق أعلى مستوى من رضاهم وتوطيد العلاقة معهم كونهم أهم شريك في نجاحها.
- انتشار وتواجد إقليمي واسع في أكثر من 29 دولة لخدمة أكثر من 20000 عميل في قطاعات متعددة تشمل الصناعة، التجارة، الخدمات، الصحة، وغيرها.
- حلول برمجية متكاملة ومتنوعة لتخطيط وإدارة مختلف أنواع وأحجام المؤسسات في مختلف القطاعات، وبأربع لغات مختلفة (العربية – الإنجليزية – الفرنسية – التركية) والتزام بتقديم إصدارات محدثة سنويًا منها تلبي احتياجات العملاء المتغيرة.
- عشرات الشهادات المحلية والعالمية التي حصلت عليها الشركة بجدارة نتيجةً لتميزها في ما تقدمه من حلول برمجية وخدمات، وحضور فاعل في مختلف المعارض الدولية والفعاليات ذات الصلة.
- مساهمة مجتمعية وشراكات أكاديمية وتعليمية مع مختلف الجامعات والمراكز التدريبية عبر الذراع الأكاديمي والتعليمي للشركة Ultimate Academy لضمان نشر الوعي التقني في المجتمع ودعم التعليم بالتطبيقات البرمجية بالتعاون مع المؤسسات التعليمية.[2]

## نبذة تاريخية
قام علي اليوسفي بتأسيس يمن سوفت عام 1993 في صنعاء- اليمن وبدأ بالبحث عن الفرص في سوق العمل ويسعى إلى تقديم أنظمة للمشاريع التجارية الصغيرة والمؤسسات والمكاتب. بعد ذلك أنطلقت يمن سوفت كشركة لتطوير البرامج تقوم بتقديم حلول برمجة لمختلف القطاعات. أعلنت يمن سوفت عن نظامها المالي الأول -المحاسب 1- كنظام مفتوح المصدر.
وبعد إكمال مشروع وزارة المالية مع البنك الدولي بدأت يمن  سوفت بالتوسع في الشرق الأوسط وشمال أفريقيا وأفتتحت أول فرع لها في جدة - المملكة العربية السعودية عام 2009 و في القاهرة - جمهورية مصر العربية عام 2010 وذلك بعد تطوير خدماتها عبر حلول برمجية جديدة (المتكامل بلاس - وأونكس برو). 
التميت سلوشنز هي الموزع الرسمي في المملكة العربية السعودية وهي الشركة الشقيقة ليمن سوفت.

## المنتجات
- نظام أونكس برو: يدعم العمليات الإدارية للمنشئات العملاقة مثل الإدارة المالية وشؤون الموظفين والطلبات والإنتاج والمخزون والشحن والفوترة.
- نظام المتكامل بلاس: يدعم نفس العمليات للمنشئات الصغيرة والمتوسطة.
- نظام المحاسب الأول: هو تطبيق للإدارة المالية يمكن تنزيله مجانا.

## الاعتراف
في عام 1998 منحت يمن سوفت شهادة الأيزو وفي عام 2012 تم أختيارها من قبل رد هيرنغ  كواحدة من مائة شركة تقدم منتجات مطابقة للمواصفات العالمية. 

## الشراكة
في عام 2002 أختار البنك الدولي شركة يمن سوفت للقيام بمشروع الحكومة الالكترونية بالتعاون مع شركتي سينرما وعالم الهندسة والكمبيوتر. ولدى يمن سوفت شراكة وتعاون مع شركاء في التقنية بما في ذلك النظام العالمي كاش لينك وهامس HAMS الذي يقدم حلولاً برمجية لقطاع التجزئة في صنعاء 
.

## روابط خارجية
- Official website